# Varneville-Bretteville
Varneville-Bretteville – miejscowość i gmina we Francji, w regionie Normandia, w departamencie Sekwana Nadmorska.
Według danych na rok 1990 gminę zamieszkiwało 289 osób, a gęstość zaludnienia wynosiła 31 osób/km² (wśród 1421 gmin Górnej Normandii Varneville-Bretteville plasuje się na 622. miejscu pod względem liczby ludności, natomiast pod względem powierzchni na miejscu 388.).